# Pensioensparen
| Type          | Onderverdeling                                                                              | Niveau      |
| ------------- | ------------------------------------------------------------------------------------------- | ----------- |
| Eerste pijler | Wettelijk pensioen (RSZ) Ambtenarenpensioen Gezinspensioen Overlevingspensioen Rustpensioen | Overheid    |
| Tweede pijler | Groepsverzekering Pensioenfonds                                                             | Collectief  |
| Tweede pijler | IPT (bedrijfsleiders) POZ (zelfstandigen) VAPZ (zelfstandigen) VAPW (werknemers)            | Individueel |
| Derde pijler  | Pensioensparen Langetermijnsparen                                                           | Individueel |
| Vierde pijler | Individueel sparen Beleggingen Levensverzekering Onroerend goed                             | Individueel |

Pensioensparen is in België een vrijwillige, persoonlijke, en complexe vorm van sparen op lange termijn (derde pijler) met fiscaal voordeel. Ieder jaar wordt een bedrag naar keuze ingebracht, zodat men bij het bereiken van de wettelijke  pensioenleeftijd een aanvulling op het individuele wettelijk pensioen bekomt. Men kan het bedrag jaarlijks kiezen, afhankelijk van het inkomen en beperkt tot bepaalde wettelijke plafonds (per individu) die jaarlijks worden vastgelegd. In november 2020 heeft de regering beslist om deze maximumbedragen, in het kader van de besparingen in de overheidsuitgaven wegens corona, voor 2021 tot en met 2023 te beperken tot de bedragen van 2020.
Vergeleken met de Belgische buurlanden zijn de wettelijke pensioenen (eerste pijler) in België (heel) laag. De overheid wil dit derde-pijlersparen stimuleren; daarom is er een belastingvoordeel. Maar dat werd doorheen de jaren wel gevoelig verminderd. Er bestaat tevens een tweede pijler, de groepsverzekering en het hieraan gekoppelde bedrijfspensioenplan.

## Geschiedenis
Het pensioensparen met belastingvermindering werd in België vanaf het inkomstenjaar 1986 door de regering Martens ingevoerd als opvolger van de wet Cooreman-Declerq. De regering voerde deze zogenaamde 'derde pijler' in, omdat de overheid inzag dat ten gevolge van de denataliteit sinds de tweede helft van de jaren 1960, de financiering van de sociale zekerheid problemen zou ondervinden en de wettelijke pensioenen niet meer zouden volstaan om een zorgeloze oude dag te garanderen.
Aanvankelijk kreeg men een marginaal belastingvoordeel, soms tot 60 % voor de hogere inkomens, maar dat voordeel werd door twee latere regeringen gevoelig verlaagd; de paars-groene regering Verhofstadt (1999-2003) verving vanaf het aanslagjaar 2003 de marginale aanslagvoet door de bijzondere gemiddelde aanslagvoet (30-40%) en de regering Di Rupo (2011-2014) reduceerde dit verder tot 30 % vanaf het aanslagjaar 2013 − hetzelfde percentage voor alle belastingplichtigen. De marginale aanslagvoet is het belastingpercentage in de hoogste schijf van de personenbelasting.
Vanaf het inkomstenjaar 2018 kan men kiezen om voor een verhoogd bedrag in te schrijven waarvoor men een belastingvoordeel van slechts 25 % krijgt. Het is fiscaal niet interessant om voor een tussenliggend bedrag in te schrijven, hoewel dit technisch mogelijk is. Dit moet ieder jaar opnieuw via de bank worden aangevraagd.
Wie in 2024 tussen 1.020 euro en 1.224 euro in zijn pensioenspaarfonds- of verzekering heeft gestort krijgt nu een kleinere belastingvermindering dan bij een lagere bijdrage. Dat komt door twee plafonds voor pensioensparen. In 2024 gaf een storting van maximaal 1.020 euro recht op een belastingvermindering van 30 procent van het geïnvesteerde bedrag. Voor stortingen boven 1.020 euro, tot een maximum van 1.310 euro, bedroeg het fiscale voordeel 25 procent van het gestorte bedrag.
Financiële raadgevers raden aan om met pensioensparen te starten van zodra men aan een loopbaan begint, omwille van het fiscale voordeel en omdat er op heel lange termijn wordt belegd in aandelen, vaak met een redelijke kans op een hoog rendement, afhankelijk van de economische cyclus. Een typische loopbaan bedraagt 40 tot 45 jaar, hoewel de overheid het wettelijk pensioen nog steeds berekent op basis van een loopbaan van 45 jaar ('een breuk van 45'). De gestorte bedragen kunnen pas worden opgevraagd na de 60e verjaardag.
Het pensioensparen is niet gekoppeld met de theoretische of de effectieve pensioenleeftijd. Dit betekent dat het sparen kan verder lopen na eventuele effectieve pensionering voor de leeftijd van 65, maar het stopt voor iedereen bij de leeftijd van 64 jaar. De regering-De Croo, en De Wever hebben de wet niet aangepast om rekening te houden met de verhoging van de pensioenleeftijd naar 66 (2025) en 67 jaar (2030).
Vooruit heeft tijdens de regering-De Wever in 2025 een wetsvoorstel ingediend om de instap- en beheerskosten te beperken, om de rendementen voor de burger te verhogen, ten laste van de bankwinsten. Maar de regering-De Wever heeft de bedragen voor de inkomsten 2026-2029 bevroren op de bedragen van 2025, als deel van het paasakkoord, waardoor de burger minder belastingvoordeel krijgt.

## Belastingen
|                  | Maximumbedrag | Maximumbedrag |
| Jaar (inkomsten) | Lager bedrag  | Hoger bedrag  |
| ---------------- | ------------- | ------------- |
| 2026-2029        | 1.050 €       | 1.350 €       |
| 2025             | 1.050 €       | 1.350 €       |
| 2024             | 1.020 €       | 1.310 €       |
| 2020 - 2023      | 990 €         | 1.270 €       |
| 2019             | 980 €         | 1.260 €       |
| 2018             | 960 €         | 1.230 €       |
| 2013 - 2017      | 940 €         |               |
| 2012             | 910 €         |               |
| 2011             | 880 €         |               |
| 2009 - 2010      | 870 €         |               |
| 2008             | 830 €         |               |
| 2007             | 810 €         |               |
| 2006             | 800 €         |               |
| 2005             | 780 €         |               |
| 2004             | 610 €         |               |
| 2003             | 600 €         |               |
| 2002             | 590 €         |               |
| 2001             | 580 €         |               |
| 1992 - 2000      | 22.000 BEF    |               |
| 1990 - 1991      | 21.000 BEF    |               |
| 1986 - 1989      | 20.000 BEF    |               |

In België kunnen individuele pensioenspaarders genieten van een belastingvermindering van 30 % of 25 % op het gestorte bedrag, onafhankelijk van het inkomen − zie tabel. De grensbedragen voor de aftrekposten worden in principe ieder jaar geïndexeerd. Gehuwde of samenwonende koppels kunnen elk apart inschrijven. Op de leeftijd van 60 wordt ter compensatie van het gecumuleerde belastingvoordeel een eenmalige eindbelasting (fiscale afhouding, anticipatieve heffing) op het gespaarde kapitaal afgehouden. Tot 2014 bedroeg die 10 %, vanaf 2015 verlaagd tot 8 %. Omdat de belastingpremie voor vroegere stortingen hoger was werden in de periode 2015-2019 extra afhoudingen gedaan. De afname gebeurt door een evenredige vermindering van deelbewijzen op de pensioenrekening. Na de afhouding van de belasting op 60 kan men verder onbelast blijven sparen tot het jaar voor men 65 wordt. In het jaar dat men 60 wordt kan men de nieuwe premie beter storten na de verjaardag om iets minder belasting te betalen (kleiner kapitaal).
Volgens de consumentenorganisatie Testaankoop wordt het belastingvoordeel behoorlijk getemperd door de eindbelasting. Sommige (linkse) politieke partijen vinden dat de fiscale voordelen van pensioensparen eerder de gegoede bevolking bevoordelen, omdat lagere inkomens niet of nauwelijks kunnen sparen. Deze anomalie werd geleidelijk rechtgezet in de periode 1999-2014.

## Vormen van pensioensparen
Er bestaan in België verschillende formules van persoonlijk pensioensparen:
1. via een pensioenspaarrekening bij een bank of beursvennootschap; dit kan ofwel een individuele rekening zijn, waar de rekeninghouder zelf verantwoordelijk is voor het beheer en de investeringen, ofwel een collectieve pensioenspaarrekening waar de bank of beursvennootschap instaat voor het beheer van het pensioenspaarfonds, een beleggingsfonds speciaal voor het pensioensparen; hierbij wordt hoofdzakelijk belegd in aandelen, zonder kapitaalsgarantie. Een beleggingsfonds heft instapkosten en jaarlijkse beheerskosten die het rendement fors verlagen.
2. een pensioenspaarverzekering, een speciale levensverzekering. De inleg is beschermd, maar het rendement is behoorlijk lager dan bij een pensioenfonds. Hier betaalt men bij inschrijving een verzekeringstaks op de premie. Sinds 1 januari 2006 hield de Belgische fiscus 1,1 % belasting in op de premie.[16] Op 1 januari 2013 werd de premietaks verhoogd tot 2 %, waardoor het netto rendement iets verminderde.

De storting van het te sparen bedrag mag vrij gespreid worden over het jaar; eenmalig, of bijvoorbeeld via een maandelijkse opdracht. Het jaarbedrag moet betaald zijn voor eind december van het jaar van inkomsten. In principe is het beter om zo vroeg mogelijk in het jaar te sparen, omdat dan een maximum aan rente-inkomsten of dividenden kunnen worden behaald.
Er bestaat tevens een tweede pijler:
1. Het bedrijfspensioenplan (dikwijls gekoppeld aan een groepsverzekering) waar de bijdragen worden betaald door de werkgever. Voor de werkgever betekent deze meeruitgave een vermindering van de bedrijfsbelasting en voor de werknemer is dit een extralegaal voordeel. De werknemer heeft hier dus slechts een onrechtstreeks belastingvoordeel.
2. Een vrij aanvullend pensioen voor werknemers (VAPW) en voor zelfstandigen (VAPZ).

## Fiscale beperkingen
Er blijven heel wat beperkingen om in aanmerking te komen, of te blijven, voor de belastingvoordelen: in eenzelfde jaar kan maar een enkel contract in aanmerking worden genomen voor belastingvermindering; bij overdracht naar een andere bank- of verzekeringsinstelling moet het volledig bedrag worden overgezet; er kan geen overdracht zijn tussen een verzekeringscontract en een spaarrekening.
De wetgever wil fiscaal misbruik vanaf de leeftijd van 55 jaar uitsluiten:
- Vanaf de leeftijd van 55 jaar mag het jaarlijks spaarbedrag niet meer worden verhoogd, behalve door indexaanpassingen of de aanpassing van de maximumtarieven door de wetgever; indien dit toch gebeurt wordt een nieuw contract met een minimum looptijd van 10 jaar gestart, met een tweede eindbelasting van 8% na 10 jaar. Stort men op de leeftijd van 54 jaar niet het maximum bedrag, dan blijft het maximum bedrag voor de rest van de looptijd ofwel de storting op 54 jaar, ofwel het gemiddelde van de stortingen van 50 tot 54 jaar. Dit noemt men het individueel plafond, dat een persoonlijk maximum bedrag is.[17] Hiermee volgt het pensioensparen de regels van het langetermijnsparen.

- Kiest men vanaf de leeftijd van 55 jaar voor het verhoogde spaarbedrag dan mag het jaarlijks spaarbedrag ten opzichte van het vorige jaar met niet meer dan 28% worden verhoogd.[18]
- Blijft men in hetzelfde stelsel, dan mag het bedrag niet verhoogd worden, behalve door indexatie.[18]

Om fiscale redenen moet men op de leeftijd van 54 jaar dus het maximum bedrag storten, om volledige vrijheid te behouden tot en met de leeftijd van 64 jaar (jaar van de laatste storting). Desnoods kan een nieuw plan worden aangemaakt, mist rekening te houden met de regel van minimum 10 jaar.

## Uitbetaling
Na de 65e verjaardag kan het pensioenspaarplan worden uitbetaald, zonder bijkomende kosten (de fiscale afhouding werd al gedaan op de leeftijd van 60). Bij pensionering is men niet verplicht om het kapitaal onmiddellijk op te vragen, wat wel het geval is voor bedrijfspensioenplannen. Er is geen verplichting tot vereffening: men kan deelafnames doen, of men kan ook opteren om het plan verder te laten renderen. Men kan dus een gunstig beursmoment afwachten; er is geen verdere impact op de belastingen. Hou er rekening mee dat de meeste pensioenfondsen geen kapitaalsgarantie hebben. Financiële instellingen hanteren verschillende tarieven en voorwaarden voor deelafnames.

## Andere vormen van sparen
Ten slotte bestaan er ook andere spaarformules; hier gelden andere fiscale regels dan wanneer een gelijkaardig contract wordt afgesloten in het kader van pensioensparen:
- langetermijnsparen, tak 21 of 23, eveneens met een belastingvoordeel van 30 %;
- een 'gewone' levensverzekering, tak 21 of 23, zonder belastingvoordeel;
- een zogenaamde tak 44 (combinatie van tak 21 en 23), eveneens zonder belastingvoordeel.